# Sothink SWF Decompiler
Sothink SWF Decompiler es una herramienta que permite manipular ficheros SWF. SWF es el formato utilizado por el software de animación Adobe Flash (anteriormente Macromedia Flash). Sothink SWF Decompiler está disponible en Microsoft Windows.

## Descripción del desarrollador
Sothink SWF Decompiler es una solución completa para los fanes de Flash para utilizar como: SWF al convertidor de HTML5, SWF al convertidor de FLA, SWF a FLEX convertidor, SWF elementos extractor, y descargador de Flash en línea. Usted puede convertir fácilmente todo el SWF a archivos HTML5, convertir SWF a FLA o proyecto FLEX, SVG importación y editar elementos de forma en SWF, sustituir los elementos de imagen / texto / sonido de SWF, y extraer recursos de Flash como la forma, imagen, sonido (mp3 o WAV), vídeo (FLV), marco, fuente, texto, botones, sprites, ActionScript, etc. Este Flash Decompiler es compatible con Flash CS3 / CS4 / CS5 / CS6 y ActionScript 2.0 / 3.0, se puede conseguir fácilmente archivo XFL desde Flash SWF CS5. Un jugador flash incorporado está disponible para que usted juegue SWF / FLV / F4V sin problemas.
Se ofrece interfaces en varios idiomas: inglés, alemán, francés, chino tradicional, italiano y coreano. SWF Catcher se le proporciona para capturar y guardar Flash en línea de Internet Explorer o Firefox.

## Características
- Convertir archivos SWF a HTML5.
- Convertir SWF a FLA.
- Convertir SWF a FLEX proyecto.
- Extraer elementos SWF.
- Editar elementos de forma en SWF.
- la imagen Cambiar / forma / texto / sonido de SWF.
- Obtener XFL desde Flash SWF CS5.
- Extracto SWF desde Flash EXE.
- Añadir Sothink SWF Catcher, que ayuda a capturar todos los flash alrededor.

### Compatibilidad completa
- Soporte de Flash CS3 / CS4 / CS5 / CS6.
- Soporte de ActionScript 2.0 / 3.0.
- Compatible con Windows 8.
- los componentes de soporte de Flash.

### Potente capacidad de Flash Descompilar
- Descompilar SWF en modo batch.
- Descompilar el estándar EXE hecha por Adobe Flash.
- Explorar los recursos en la ventana de vista previa antes de SWF descompilar.
- Mostrar como estructura de clase como carpeta de árbol de acuerdo a su trayectoria en el paquete cuando descompilar AS3.0. Apoyo se presentan códigos de múltiples bytes en la ventana de AS.
- A nivel mundial buscar todos los archivos ActionScript.
- Exportación de ActionScript en el autómata, BIN o HTML.
- Exportación de vídeo FLV desde Flash.

### Asistencia útil
* Proporcionar SWF Catcher para descargar Flash de IE o Firefox.